# シズル感
シズル感（シズルかん）は、食材や料理を扱った主に広告写真などの表現における、食欲や購買意欲を刺戟するような瑞々しい感覚のこと。シズル感を生じさせる効果をシズル効果、シズル感のある映像をシズルカット、シズル感のある言葉をシズルワードやシズル語と呼ぶ。デザイン・印刷・広告業界においては、食品・料理以外についても臨場感や実物感の意味で用いられることがある。

## 由来
シズル感の語は、肉や揚げ物などがジュージュー音を立てる様や肉汁が滴り落ちる様を表す英単語（動詞・名詞）sizzleに由来する。この語が広告業界で使われ始めるきっかけとなったのは、エルマー・ホイラーの『ステーキを売るな、シズルを売れ』という書籍である。

## 映像表現におけるシズル感
EPSON (2020, pp. 1ff.)によると、料理写真においてはシズル感を演出するためには、光を当てる角度により料理にツヤやテカリが出るようにすることが重要である。また、料理の鮮度も同等に重要であるとしている。その他、グラス表面の水滴や料理から立ち上る湯気などによってもシズル感は強調される。

## 言語表現におけるシズル感
大橋ら (2015)によるとシズルワードは以下の3つに大別できる。
味覚系
味覚・嗅覚に対応した「甘い」「辛い」「酸味」や「コク」「深み」「マイルド」などの他、「余韻のある」「飽きのこない」「複雑な」といった、気分・印象・感情に対応する表現も含む
食感系
触覚・聴覚に対応した「サクサク」「プリプリ」（歯触り）、「ザラザラ」「つるつる」（舌触り）や「あつあつ」「冷え冷え」（温度）、「硬い」「ふんわり」（硬度）といった表現
情報系
知識・知恵に対応した「ノンオイル」「減塩」「無農薬」（健康）、「揚げたて」「産地直送」「新鮮」（鮮度）、「素朴な」「上品な」といった表現
シズルワードにはオノマトペが多用されるが、これらは食感系に含まれることが多い。

## 漫画表現におけるシズル感
漫画表現におけるシズル感について南 (2013, p. 42)は、料理そのもののだけではなく調理過程や食事シーンの描写によっても表現できると述べ、料理を緻密に描く久住昌之・谷口ジロー『孤独のグルメ』やよしながふみ『愛がなくても喰ってゆけます。』、花輪和一『刑務所の中』といった作品に加え、山口晃が落書きのようなラフな線で綴った『すゞしろ日記』の描写もまたシズル感を生むとしている。また南は、五十嵐大介『リトル・フォレスト』や土山しげる『極道めし』を例に挙げ、シズル感が擬音語のsizzleに由来することも引きながら、現実の音や雰囲気をよりビビッドに表すオリジナリティある擬音を考案できるかということも、漫画におけるシズル感の表現において重要な点であると述べている。

## 参考資料
書籍
- 南, 信長『マンガの食卓』（初版第1刷）NHK出版、2013年9月17日。ISBN 978-4-7571-4316-6。

論文
- 長谷川, 永奈、小宮, 香乃、齊藤, 史哲、石津, 昌平「食における言語資源に基づいたシズル感に関する因子情報の抽出」『日本感性工学会論文誌』第17巻第2号、日本感性工学会、2017年4月27日、299-308頁、doi:10.5057/jjske.TJSKE-D-17-00077。

辞典・用語集
- “sizzleとは”. Weblio英和辞書. 2021年5月11日閲覧。（『新英和中辞典』（研究社）などより転載）
- “シズル感”. キヤノンイメージゲートウェイ. 写真用語集.  キヤノン、キヤノンマーケティングジャパン. 2021年5月11日閲覧。
- “シズル感とは”. コトバンク.  VOYAGE MARKETING. 2021年5月11日閲覧。（『デジタル大辞泉』より転載）
- “シズル感”. ポライズン東京. 動画制作に役立つ用語集 (2018年10月23日). 2021年5月11日閲覧。
- “シズル効果”. マーケットピア. スーパー用語集.  東建コーポレーション. 2021年9月16日閲覧。
- “シズル感”. 広告デザイン業界用語辞典.   AND SPACE. 2021年9月16日閲覧。

その他ウェブページ
- yuyuknight (2020年3月31日). “カメラマンが教える「シズル感」溢れる写真の撮り方”. macaroni.   トラストリッジ. 2021年5月11日閲覧。
- 青山, 裕介 (2017年10月10日). “プロの撮影スタジオ見せてもらいました!料理動画撮影の世界”. VIDEO SALON.  玄光社. 2021年5月11日閲覧。
- “プロ直伝!メニュー写真をおいしそうに撮るコツ”. EPSON.  セイコーエプソン、エプソン販売 (2020年2月28日). 2021年9月15日閲覧。

## 関連文献
- Wheeler, Elmer (1937). Tested Sentences That Sell. Prentice-Hall. ISBN 013909119X
  - ホイラー, エルマー 著、駒井進 訳『ホイラーの法則 - ステーキを売るなシズルを売れ!』ビジネス社、1993年9月。ISBN 4-8284-0530-5。
- 大橋, 正房、汲田, 亜紀子、川久保, 昇、澁澤, 文明、光岡, 祐子、野口, 裕美 著、BMFTことばラボ 編『シズルワードの現在 - 「おいしいを感じる言葉」調査報告』BMFT出版部、2015年12月。ISBN 978-4-9904895-4-0。